# Eliminatórias da Copa do Mundo FIFA
Eliminatórias da Copa do Mundo FIFA é um processo qualificatório esportivo, no qual as seleções nacionais de futebol disputam uma série de partidas, com o objetivo de se classificarem para a Copa do Mundo FIFA; um evento global que reduz o número de participantes de cerca de 200 para 48, realizadas dentro das seis zonas continentais que a Federação abrange (África, Ásia; América do Norte, Central e Caribe; América do Sul; Europa e Oceania), organizadas por suas respectivas confederações.
Para cada torneio, a FIFA decide primeiramente o número de vagas que cada zona continental terá, baseando-se na força relativa dos times das confederações (e, pode-se dizer, considerações políticas).
As sedes das copas se classificam automaticamente, sem ter que disputar as eliminatórias. Ao contrário de outros esportes, resultados de copas anteriores ou dos campeonatos continentais não são levados em conta. Até 2002, o defensor do título também recebia uma vaga automática, mas a partir de 2006 eles também precisariam disputar as eliminatórias e, assim, obterem a classificação.

## História
Por muitos anos, as Eliminatórias foram evoluindo, de nenhum processo eliminatório em 1930, quando todos os países filiados à FIFA foram convidados e apenas 13 aceitaram participar, até um processo de dois anos de duração em 2006 que começou em 2003.
Enquanto o número de times classificados para as finais foi mudando, de 16 entre 1934 e 1978, para 24 entre 1982 e 1994, e chegando a 32 em 1998. para a Copa do Mundo FIFA de 2026 o número de seleções será aumentado para 48. O formato das Eliminatórias tem sido basicamente o mesmo pela história das Copas do Mundo. As equipes são chaveadas continentalmente, e competem por um número fixo de vagas, com uma ou duas vagas reservadas a vencedores de repescagens inter-continentais.

### Número de vagas por continente
A tabela abaixo lista os números de vagas designadas pela FIFA para cada continente em cada torneio.
Os valores zerados, como os referentes à Oceania anteriormente à Copa de 1966 e o referente à Africa em 1950, não representam exclusão destes continentes pela FIFA mas sim o fato de que nenhuma seleção nacional daqueles continentes se candidatou às vagas naquelas edições da competição.
A primeira seleção da Oceania a participar das Eliminatórias da Copa foi a Austrália, que se associou à FIFA em 1963 e participou das Eliminatórias para a Copa seguinte, a de 1966. Anteriormente à Austrália, havia apenas uma nação da Oceania filiada à FIFA, a Nova Zelândia, que se associou à FIFA em 1948 mas não se candidatou às Eliminatórias das Copas de 1950 até 1966, tendo se candidatado às Eliminatórias pela primeira vez em 1969, com vistas à Copa de 1970.
Grande parte dos territórios africanos esteve em regime colonial, não-autônomo, durante boa parte do século XX, sobretudo na primeira metade do século; assim, até 1954, apenas 3 países africanos haviam se filiado à FIFA: Egito, filiado à FIFA em 1923, Sudão, em 1948, e Etiópia, em 1952.  O Egito se candidatou às Copas de 1934, 1938 e 1954 (porém não às Copas de 1930 e 1950), enquanto Sudão e Etiópia não se candidataram a nenhuma Copa antes da de 1958. Para as Copas de 1938 e 1954, a FIFA alocou o Egito no grupo europeu das Eliminatórias, por isso estando zerados os dados da tabela abaixo referentes à África no que diz respeito a estas duas Copas.
Vagas nas repescagens intercontinentais contam como 0,5 vaga. Números em negrito representam os vencedores das repescagens intercontinentais. "C" denota uma vaga adicional para os defensores do título. "S" denota uma vaga adicional para o país sede.
| Zona continental                    | 1934 (16) | 1938 (15) | 1950 (13) | 1954 (16) | 1958 (16) | 1962 (16) | 1966 (16) | 1970 (16) | 1974 (16) | 1978 (16) | 1982 (24) | 1986 (24) | 1990 (24) | 1994 (24) | 1998 (32) | 2002 (32) | 2006 (32) | 2010 (32) | 2014 (32) | 2018 (32) | 2022 (32) | 2026 (48) |
| ----------------------------------- | --------- | --------- | --------- | --------- | --------- | --------- | --------- | --------- | --------- | --------- | --------- | --------- | --------- | --------- | --------- | --------- | --------- | --------- | --------- | --------- | --------- | --------- |
| África                              | 1         | 0         | 0         | 0         | 0,5       | 0,5       | 1         | 1         | 1         | 1         | 2         | 2         | 2         | 3         | 5         | 5         | 5         | 5 S       | 5         | 5         | 5         | 9,5       |
| Ásia                                | 1         | 1         | 1         | 1         | 0,5       | 0,5       | 1         | 1         | 1         | 1         | 2         | 2         | 2         | 2         | 3,5       | 2,5 2S    | 4,5       | 4,5       | 4,5       | 4,5       | 4,5 S     | 8,5       |
| Oceania                             | 0         | 0         | 0         | 0         | 0         | 0         | 1         | 1         | 1         | 1         | 2         | 0,5       | 0,5       | 0,25      | 0,5       | 0,5       | 0.5       | 0,5       | 0,5       | 0,5       | 0,5       | 1         |
| Europa                              | 12        | 11 C S    | 7 C       | 11 S      | 9,5 C S   | 9         | 9 S       | 8 C       | 8,5 S     | 8,5 C     | 13 S      | 12,5 C    | 13 S      | 12 C      | 14 S      | 13,5 C    | 13 S      | 13        | 13        | 13 S      | 13        | 16        |
| America Central e do Norte e Caribe | 1         | 1         | 2         | 1         | 1         | 0,5       | 1         | 1 S       | 1         | 1         | 2         | 1 S       | 2         | 1,25 S    | 3         | 3         | 3,5       | 3,5       | 3,5       | 3,5       | 3,5       | 6,5       |
| América do Sul                      | 2         | 1         | 4 S       | 1 C       | 3         | 3,5 C S   | 3 C       | 3         | 2,5 C     | 2,5 S     | 3 C       | 4         | 2,5 C     | 3,5       | 4 C       | 4,5       | 4,5       | 4,5       | 4,5 S     | 4,5       | 4,5       | 6,5       |
| Total                               | 16        | 16        | 16        | 16        | 16        | 16        | 16        | 16        | 16        | 16        | 24        | 24        | 24        | 24        | 32        | 32        | 32        | 32        | 32        | 32        | 32        | 48        |

### Inscritos nas Eliminatórias através dos anos
O número de times inscritos no processo eliminatório e o número de partidas disputadas foi crescendo ao passar dos anos.
- O africano Egito participou das Eliminatórias das Copas de 1938 e 1954 no grupo europeu, por isso estando zerado o indicador referente à África no que diz respeito a estas Copas.

| Zona continental                    | 1934 (16) | 1938 (15) | 1950 (13) | 1954 (16) | 1958 (16) | 1962 (16) | 1966 (16) | 1970 (16) | 1974 (16) | 1978 (16) | 1982 (24) | 1986 (24) | 1990 (24) | 1994 (24) | 1998 (32) | 2002 (32) | 2006 (32) | 2010 (32) | 2014 (32) | 2018 (32) | 2022(32) |
| ----------------------------------- | --------- | --------- | --------- | --------- | --------- | --------- | --------- | --------- | --------- | --------- | --------- | --------- | --------- | --------- | --------- | --------- | --------- | --------- | --------- | --------- | -------- |
| África                              | 3         | 0         | 0         | 0         | 11        | 6         | 21        | 13        | 24        | 26        | 29        | 29        | 26        | 40        | 38        | 51        | 51        | 53        | 52        | 53        | 53       |
| Ásia                                | 3         | 2         | 4         | 3         | 11        | 5         | 21        | 7         | 18        | 22        | 21        | 27        | 26        | 29        | 36        | 42        | 39        | 43        | 43        | 45        | 45       |
| Oceania1                            | 0         | 0         | 0         | 0         | 0         | 0         | 21        | 7         | 18        | 22        | 21        | 4         | 5         | 7         | 10        | 10        | 12        | 11        | 11        | 11        | 11       |
| Europa                              | 21        | 26        | 19        | 29        | 29        | 30        | 33        | 31        | 33        | 32        | 34        | 33        | 33        | 39        | 50        | 51        | 52        | 53        | 53        | 55        | 55       |
| América Central e do Norte e Caribe | 4         | 7         | 3         | 5         | 6         | 8         | 10        | 14        | 14        | 17        | 15        | 18        | 16        | 23        | 30        | 35        | 34        | 35        | 35        | 35        | 35       |
| América do Sul                      | 4         | 2         | 8         | 6         | 9         | 9         | 10        | 10        | 10        | 10        | 10        | 10        | 10        | 9         | 10        | 10        | 10        | 10        | 10        | 10        | 10       |
| Total de inscritos                  | 32        | 37        | 34        | 45        | 55        | 56        | 74        | 75        | 99        | 107       | 109       | 121       | 116       | 147       | 174       | 199       | 198       | 205       | 204       | 210       | 210      |
| Times que jogaram2                  | 27        | 21        | 19        | 33        | 46        | 49        | 51        | 68        | 90        | 95        | 103       | 110       | 103       | 130       | 168       | 193       | 194       | 200       | 203       | 209       | 204      |
| Partidas disputadas                 | 27        | 22        | 26        | 57        | 89        | 92        | 127       | 172       | 226       | 252       | 306       | 308       | 314       | 497       | 643       | 777       | 847       | 853       | 828       | 868       | 848      |
| Gols marcados                       | 141       | 96        | 121       | 208       | 341       | 325       | 393       | 542       | 620       | 723       | 797       | 801       | 735       | 1446      | 1922      | 2 452     | 2 464     | 2 344     | 2 303     | 2 466     | 2 392    |
| Média de gols por partida           | 5,22      | 4,36      | 4,65      | 3,65      | 3,83      | 3,53      | 3,09      | 3,15      | 2,74      | 2,87      | 2,60      | 2,60      | 2,34      | 2,91      | 2,99      | 3,16      | 2,91      | 2,75      | 2,81      | 2,84      | 2,82     |

### Seleções não aceitas pela FIFA em edições de Eliminatórias
A FIFA não aceitou a inscrição de alguns países nas Eliminatórias de algumas Copas, por variadas razões:
| Edição | Seleção                                       | Motivo |
| ------ | --------------------------------------------- | --- |
| 1938   | Espanha                                       | Por decorrência da Guerra Civil Espanhola* |
| 1950   | Japão Alemanha                                | Suspensos pela FIFA em Novembro de 1945, em função dos ocorridos na Segunda Guerra Mundial e de sua ocupação no imediato pós-guerra pelos vencedores do conflito. A suspensão de ambos os países foi encerrada ainda em 1950, mas não a tempo de permitir sua participação nas Eliminatórias da Copa do Mundo de 1950 |
| 1954   | Islândia Bolívia Costa Rica Cuba Vietnã Índia | Nos seis casos, por não-cumprimento do prazo de inscrição |
| 1958   | Etiópia Coreia do Sul                         | A FIFA rejeitou suas entradas |
| 1966   | África do Sul                                 | Suspensa pela FIFA, de setembro de 1961 a janeiro de 1963 e de outubro de 1964 a junho de 1992, em função do Apartheid* |
| 1966   | Guatemala                                     | Por não-cumprimento do prazo de inscrição |
| 1966   | Congo                                         | Por não ter solicitado a inscrição por escrito |
| 1966   | Filipinas                                     | Por não-pagamento da taxa de inscrição |
| 1970   | Albânia Cuba Guiné Zaire                      | Suas inscrições não foram aceitas pela FIFA |
| 1982   | República Centro-Africana                     | Por não-pagamento da taxa de inscrição* |
| 1986   | Irã                                           | Em função da Guerra Irã-Iraque |
| 1986   | Jamaica                                       | Suspensa pela FIFA por não-pagamento de taxas de filiação |
| 1990   | México                                        | Suspenso pela FIFA por falsificação de idade de jogadores em competições com limite de idade (Cachirules) * |
| 1990   | Belize Maurícia Moçambique                    | Estes três países não foram aceitos por suas enormes dívidas com a FIFA. |
| 1994   | Iugoslávia                                    | Por sanções da ONU em função da guerra na Bósnia e Herzegovina* |
| 1994   | Chile                                         | Suspenso em função do Caso Rojas* |
| 1994   | Líbia                                         | Por sanções da ONU em função de acusações sobre atividades terroristas* |
| 2002   | Guiana                                        | Suspensa de competições internacionais pela FIFA* |
| 2014   | Brunei                                        | Suspenso de competições internacionais pela FIFA |
| 2018   | Zimbabwe                                      | Foi aceito originalmente, mas foi excluído por não pagar José Claudinei, o ex-técnico da seleção |
| 2018   | Indonésia                                     | Também foi aceita originalmente, mas foi excluída por intervenção do governo do país na federação local. |

A FIFA não vetou a inscrição de nenhum país na Copa do Mundo de 1930 e nas Eliminatórias das Copas de 1934, 1962, 1974, 1978, 1998, 2006 e 2010. Ao longo da história, foram 5 ocasiões em que a FIFA vetou inscrição de seleções da Europa; 8 ocasiões em que vetou inscrição de seleções da Ásia; 2 ocasiões em que vetou inscrição de seleções da América do Sul; 8 ocasiões em que a FIFA vetou inscrição de seleções associadas da CONCACAF; e 10 ocasiões em que a FIFA vetou inscrição de seleções da África. A Oceania é a única confederação continental associada à FIFA que jamais teve um país-membro da FIFA vetado nas inscrições para as Eliminatórias da Copa.
Obs: Nos casos marcados com asterisco (*), a fonte sobre a razão da não-aceitação é o documento oficial da FIFA sobre a História das Eliminatórias.
Obs: a lista acima inclui apenas seleções que tentaram se inscrever nas Eliminatórias mas que não foram aceitas pela FIFA. A lista não inclui seleções que se inscreveram, foram aceitas pela FIFA, mas que depois resolveram desistir por decisão própria.

## Estatísticas Históricas
Brasil, Alemanha e a extinta Sérvia e Montenegro são as três únicas seleções que jamais falharam nas Eliminatórias da Copa do Mundo. Apesar disso, a Seleção Brasileira é a única a estar presente em todas as edições da Copa do Mundo. No contexto da Seleção Alemã, o que ocorreu foi: ela não participou de apenas duas Copas do Mundo: 1930 e 1950. No caso de 1930, a Alemanha não se inscreveu, agindo como a maior parte das seleções europeias, que não se interessaram por aquela Copa. No caso de 1950, a participação alemã na Copa foi impedida pela FIFA, no contexto da ocupação do país no pós-Segunda Guerra Mundial. A terceira classificou-se na única eliminatória que disputou, em 2006, antes da dissolução do país que representava.
A única seleção a disputar todas as eliminatórias é a Seleção Luxemburguesa.
Segundo a coluna "Futebol em Números", do site UOL, das equipes que constantemente participam das Eliminatórias, apenas Espanha, Brasil e Itália jamais foram derrotados em seus domínios em jogos de eliminatórias, o que mudou com o tempo, pois a Itália perdeu para a Macedônia do Norte em casa nas eliminatórias da Copa de 2022 e o Brasil perdeu para a Argentina em casa nas eliminatórias da Copa de 2026, sobrando apenas a seleção espanhola. A Espanha tem mais jogos de invencibilidade, enquanto a Itália tem um aproveitamento melhor. A Austrália, quando ainda participava das eliminatórias pela Oceania, também nunca foi derrotada em casa. A Alemanha, em contrapartida, é a única a nunca ter perdido fora de seus domínios. As únicas 2 derrotas da Alemanha em eliminatórias ocorreram em casa. A primeira diante de Portugal, por 1 x 0, no processo seletivo para a Copa de 1986, no México. A segunda, na caminhada para o Mundial de 2002, na Ásia, quando a Inglaterra deu uma surra de 5 x 1 na Alemanha. Registra-se a curiosidade de que a Seleção Sul-Sudanesa, estreante em 2018, jogou uma vez em casa e não perdeu.
A mesma coluna ("Futebol em Números"), trouxe um quadro com o desempenho em casa das principais seleções em Eliminatórias, conforme os quadros abaixo.
Quadro 1 - Desempenho em casa das seleções campeãs da Copa do Mundo em Eliminatórias (até 5 de outubro de 2016)
| # | País       | Total de Jogos em casa | Vitórias | Empates | Derrotas | Aprov.% |
| - | ---------- | ---------------------- | -------- | ------- | -------- | ------- |
| 1 | Espanha    | 53                     | 44       | 9       | 0        | 88,7    |
| 2 | Brasil     | 51                     | 39       | 12      | 0        | 84,3    |
| 3 | Itália     | 48                     | 42       | 6       | 0        | 91,7    |
| 4 | Inglaterra | 50                     | 38       | 10      | 2        | 82,7    |
| 5 | Alemanha   | 42                     | 32       | 8       | 2        | 82,5    |
| 6 | Argentina  | 62                     | 44       | 15      | 3        | 79,0    |
| 7 | França     | 49                     | 37       | 8       | 4        | 81,0    |
| 8 | Uruguai    | 68                     | 45       | 15      | 8        | 73,5    |

Quadro 2 - Desempenho em casa das principais seleções que nunca venceram a Copa do Mundo em Eliminatórias (até 5 de outubro de 2016)
| #  | País          | Total de Jogos em casa | Vitórias | Empates | Derrotas | Aprov.% |
| -- | ------------- | ---------------------- | -------- | ------- | -------- | ------- |
| 1  | Austrália     | 39                     | 34       | 4       | 1        | 90,6    |
| 2  | México        | 76                     | 64       | 9       | 3        | 88,2    |
| 3  | Egito         | 41                     | 34       | 6       | 1        | 87,8    |
| 4  | Nigéria       | 49                     | 39       | 7       | 3        | 84,4    |
| 5  | Coreia do Sul | 50                     | 39       | 8       | 3        | 83,3    |
| 6  | EUA           | 58                     | 45       | 8       | 5        | 82,2    |
| 7  | C. do Marfim  | 36                     | 27       | 7       | 2        | 81,5    |
| 8  | Camarões      | 41                     | 31       | 7       | 3        | 81,3    |
| 9  | China         | 42                     | 32       | 4       | 6        | 79,4    |
| 10 | Gana          | 38                     | 27       | 9       | 2        | 78,9    |
| 11 | África do Sul | 22                     | 16       | 4       | 2        | 78,8    |
| 13 | Holanda       | 58                     | 40       | 15      | 3        | 77,6    |
| 14 | Marrocos      | 53                     | 37       | 11      | 5        | 76,7    |
| 15 | Suécia        | 61                     | 43       | 9       | 9        | 75,4    |
| 16 | N. Zelândia   | 23                     | 16       | 4       | 3        | 75,4    |
| 17 | Bélgica       | 61                     | 42       | 10      | 9        | 74,3    |
| 18 | Japão         | 48                     | 32       | 9       | 7        | 72,9    |
| 19 | Sérvia        | 11                     | 7        | 3       | 1        | 72,7    |
| 20 | Romênia       | 60                     | 39       | 11      | 10       | 71,1    |
| 21 | Croácia       | 26                     | 16       | 7       | 3        | 70,5    |
| 22 | Senegal       | 28                     | 17       | 8       | 3        | 70,2    |
| 23 | Portugal      | 64                     | 39       | 17      | 8        | 69,8    |
| 24 | Paraguai      | 71                     | 46       | 10      | 15       | 69,5    |
| 25 | Polônia       | 53                     | 30       | 15      | 8        | 66,0    |
| 26 | Escócia       | 57                     | 32       | 16      | 9        | 65,5    |
| 27 | Ucrânia       | 31                     | 15       | 12      | 4        | 61,3    |
| 28 | Dinamarca     | 56                     | 32       | 13      | 11       | 64,9    |
| 29 | Equador       | 66                     | 36       | 19      | 11       | 64,1    |
| 30 | Chile         | 68                     | 38       | 16      | 14       | 63,7    |
| 31 | Hungria       | 55                     | 30       | 14      | 11       | 63,0    |
| 32 | Suíça         | 62                     | 33       | 16      | 13       | 61,8    |
| 33 | Colômbia      | 70                     | 37       | 15      | 18       | 60,0    |
| 34 | Bolívia       | 68                     | 34       | 18      | 16       | 58,8    |
| 35 | Peru          | 68                     | 30       | 20      | 18       | 53,9    |
| 36 | Turquia       | 60                     | 27       | 9       | 24       | 50,0    |
| 37 | Venezuela     | 65                     | 17       | 13      | 35       | 32,8    |

### Desempenho das Seleções que já venceram a Copa em jogos de Repescagem
- Dos oito países que já conquistaram a Copa, apenas dois nunca enfrentaram as emoções do mata-mata: Brasil e a Inglaterra.[25] Ressalte-se, porém, que a Espanha participou de jogos de repescagem antes de ter sido campeã do mundo.[25]
- Entre as seleções que já venceram a Copa e jogaram a repescagem, apenas em 2 oportunidades elas perderam a vaga em algum Mundial após os confrontos eliminatórios: em 2006, quando o Uruguai não disputou o torneio, depois de ser derrotado pela Austrália na decisão por pênaltis, e em 2018, quando a Itália foi derrotada pela Suécia.

Abaixo segue um histórico com as participações de seleções campeãs do mundo em jogos de repescagem:
Uruguai - 4 participações (2002, 2006, 2010 e 2014)
| Ano  | Adversário | Ida         | Volta       | Placar agregado      |
| ---- | ---------- | ----------- | ----------- | -------------------- |
| 2002 | Austrália  | AUS 1x0 URU | URU 3x0 AUS | URU 3x1 AUS          |
| 2006 | Austrália  | URU 1x0 AUS | AUS 1x0 URU | URU 1 (2) x 1(4) AUS |
| 2010 | Costa Rica | CRC 0x1 URU | URU 1x1 CRC | URU 2x1 CRC          |
| 2014 | Jordânia   | JOR 0x5 URU | URU 0x0 JOR | URU 5x0 JOR          |

Espanha - 2 participações (1962 e 2006)
| Ano  | Adversário | Ida         | Volta       | Placar agregado |
| ---- | ---------- | ----------- | ----------- | --------------- |
| 1962 | Marrocos   | MAR 0x1 ESP | ESP 3x2 MAR | ESP 4x2 MAR     |
| 2006 | Eslováquia | ESP 5x1 ESL | ESL 1x1 ESP | ESP 6x2 ESL     |

França - 2 participações (2010 e 2014)
| Ano  | Adversário | Ida         | Volta       | Placar agregado |
| ---- | ---------- | ----------- | ----------- | --------------- |
| 2010 | Irlanda    | IRL 0x1 FRA | FRA 1x1 IRL | FRA 2x1 IRL     |
| 2014 | Ucrânia    | UCR 2x0 FRA | FRA 3x0 UCR | FRA 3x2 UCR     |

Itália - 2 participações (1998 e 2018)
| Ano  | Adversário | Ida         | Volta       | Placar agregado |
| ---- | ---------- | ----------- | ----------- | --------------- |
| 1998 | Rússia     | RUS 1x1 ITA | ITA 1x0 RUS | ITA 2x1 RUS     |
| 2018 | Suécia     | SUE 1x0 ITA | ITA 0x0 SUE | ITA 0 x 1 SUE   |

Argentina - 1 participação (1994)
| Ano  | Adversário | Ida         | Volta       | Placar agregado |
| ---- | ---------- | ----------- | ----------- | --------------- |
| 1994 | Austrália  | AUS 1x1 ARG | ARG 3x1 AUS | ARG 4x2 AUS     |

Alemanha - 1 participação (2002)
| Ano  | Adversário | Ida         | Volta       | Placar agregado |
| ---- | ---------- | ----------- | ----------- | --------------- |
| 2002 | Ucrânia    | UCR 1x1 ALE | ALE 3x1 UCR | ALE 4x2 UCR     |

## Resumo (Dez Melhores)
- Atualizado até 1 Jan 2023

| Rank | Team           | Part | M   | W   | D  | L  | GF  | GA  | GD   | Points |
| ---- | -------------- | ---- | --- | --- | -- | -- | --- | --- | ---- | ------ |
| 1    | México         | 17   | 189 | 121 | 41 | 27 | 453 | 134 | +319 | 404    |
| 2    | Costa Rica     | 17   | 187 | 93  | 47 | 47 | 309 | 184 | +125 | 326    |
| 3    | Austrália      | 15   | 161 | 95  | 40 | 26 | 407 | 125 | +282 | 325    |
| 4    | Coreia do Sul  | 15   | 151 | 94  | 39 | 18 | 299 | 90  | +209 | 321    |
| 5    | Irã            | 11   | 146 | 92  | 35 | 19 | 316 | 89  | +227 | 311    |
| 6    | Argentina      | 14   | 153 | 86  | 42 | 25 | 262 | 135 | +127 | 300    |
| 7    | Países Baixos  | 19   | 135 | 89  | 26 | 20 | 329 | 101 | +228 | 293    |
| 8    | Estados Unidos | 19   | 168 | 84  | 40 | 44 | 287 | 191 | +96  | 292    |
| 9    | Espanha        | 19   | 125 | 87  | 26 | 12 | 291 | 81  | +210 | 287    |
| 10   | Portugal       | 21   | 149 | 83  | 35 | 31 | 284 | 146 | +138 | 284    |

## Recordes

### Maiores Goleadores (1934–2022)
- Nota: Jogadores em negrito ainda estão na ativa.

| #  | Seleção              | Jogador           | Gols | N. Partidas | Porcentagem Gols/Partida | Eliminatórias                                          |
| -- | -------------------- | ----------------- | ---- | ----------- | ------------------------ | ------------------------------------------------------ |
| 1  | Guatemala            | Carlos Ruiz       | 39   | 47          | 0,75                     | 2002 (8 gols), 2006 (10), 2010 (6), 2014 (6), 2018 (9) |
| 2  | Irã                  | Ali Daei          | 35   | 50          | 0,70                     | 1994 (7 gols), 1998 (9), 2002 (10), 2006 (9)           |
| 3  | Portugal             | Cristiano Ronaldo | 31   | 41          | 0,79                     | 2006 (7 gols), 2014 (8), 2018 (15) 2022 (1)            |
| 4  | Irã                  | Karim Bagheri     | 28   | 29          | 0,97                     | 1998 (19 gols), 2002 (8), 2010 (1)                     |
| 5  | Japão                | Kazu Miura        | 27   | 25          | 1,08                     | 1994 (13 gols), 1998 (14)                              |
| 6  | Ucrânia              | Andriy Shevchenko | 26   | 40          | 0,65                     | 1998 (4 gols), 2002 (10), 2006 (6), 2010 (6)           |
| 7  | Austrália            | Tim Cahill        | 25   | 36          | 0,69                     | 2006 (7 gols), 2010 (4), 2014 (3), 2018 (11)           |
| 8  | Honduras             | Carlos Pavón      | 25   | 37          | 0,68                     | 1998 (2 gols), 2002 (15), 2006 (1), 2010 (7)           |
| 9  | Bósnia e Herzegovina | Edin Džeko        | 24   | 31          | 0,77                     | 2010 (9 gols), 2014 (10), 2018 (5)                     |
| 10 | México               | Jared Borgetti    | 23   | 24          | 0,96                     | 2002 (6 gols), 2006 (14), 2010 (3)                     |

### Maiores goleadas
Durante a história das eliminatórias 46 vezes houve um placar com 10 ou mais gols de diferença, destaque para a vitória de 31 x 0 da Austrália contra Samoa Americana pelas Eliminatórias para Copa de 2002. Apenas América do Sul e África não tiveram uma diferença desse tipo.
| #  | Data                    | Mandante               | Placar | Visitante                | Estádio                                            | Continente                         |
| -- | ----------------------- | ---------------------- | ------ | ------------------------ | -------------------------------------------------- | ---------------------------------- |
| 1  | 11 de abril de 2001     | Austrália              | 31 - 0 | Samoa Americana          | International Sports Stadium, Coffs Harbour        | Oceania                            |
| 2  | 9 de abril de 2001      | Tonga                  | 0 - 22 | Austrália                | International Sports Stadium, Coffs Harbour        | Oceania                            |
| 3  | 24 de novembro de 2000  | Irã                    | 19 - 0 | Guam                     | Takhti Stadium, Tabriz                             | Ásia                               |
| 4  | 2 de junho de 1997      | Maldivas               | 0 - 17 | Irã                      | Abbasiyyin Stadium, Damasco                        | Ásia                               |
| 5  | 26 de novembro de 2000  | Tadjiquistão           | 16 - 0 | Guam                     | Takhti Stadium, Tabriz                             | Ásia                               |
| 5  | 25 de agosto de 2007    | Fiji                   | 16 - 0 | Tuvalu                   | Toleafoa J.S. Blatter Complex, Apia                | Oceania                            |
| 7  | 29 de agosto de 2007    | Samoa Americana        | 0 - 15 | Vanuatu                  | Toleafoa J.S. Blatter Complex, Apia                | Oceania                            |
| 7  | 3 de setembro de 2015   | Catar                  | 15 - 0 | Butão                    | Jassim Bin Hamad Stadium, Doha                     | Ásia                               |
| 9  | 10 de outubro de 2019   | Irã                    | 14 - 0 | Camboja                  | Azadi Stadium, Teerã                               | Ásia                               |
| 9  | 31 de março de 2021     | Mongólia               | 0 - 14 | Japão                    | Fukuda Denshi Arena, Chiba                         | Ásia                               |
| 11 | 16 de agosto de 1981    | Nova Zelândia          | 13 - 0 | Fiji                     | Mount Smart Stadium, Auckland                      | Ásia e Oceania                     |
| 11 | 11 de junho de 1997     | Austrália              | 13 - 0 | Ilhas Salomão            | Parramatta Stadium, Sydney                         | Oceania                            |
| 11 | 7 de abril de 2001      | Fiji                   | 13 - 0 | Samoa Americana          | International Sports Stadium, Coffs Harbour        | Oceania                            |
| 11 | 29 de fevereiro de 2004 | Bermudas               | 13 - 0 | Monserrate               | Bermuda National Stadium, Hamilton                 | América do Norte, Central e Caribe |
| 15 | 21 de maio de 1969      | Alemanha Ocidental     | 12 - 0 | Chipre                   | Georg Melches Stadion, Essen                       | Europa                             |
| 15 | 4 de junho de 1997      | Síria                  | 12 - 0 | Maldivas                 | Abbasiyyin Stadium, Damasco                        | Ásia                               |
| 15 | 9 de junho de 1997      | Maldivas               | 0 - 12 | Síria                    | Azadi Stadium, Teerã                               | Ásia                               |
| 15 | 30 de abril de 2001     | Síria                  | 12 - 0 | Filipinas                | Al-Hamadaniah Stadium, Aleppo                      | Ásia                               |
| 15 | 30 de abril de 2001     | Omã                    | 12 - 0 | Laos                     | Sultan Qaboos Sports Complex, Mascate              | Ásia                               |
| 15 | 14 de abril de 2001     | Brunei                 | 0 - 12 | Emirados Árabes Unidos   | Sultan Hassal Bolkiah Stadium, Bandar Seri Begawan | Ásia                               |
| 15 | 3 de dezembro de 2003   | Maldivas               | 12 - 0 | Mongólia                 | Rasmee Dhandu Stadium, Malé                        | Ásia                               |
| 15 | 6 de fevereiro de 2008  | El Salvador            | 12 - 0 | Anguila                  | Estádio Cuscatlán, San Salvador                    | América do Norte, Central e Caribe |
| 15 | 12 de novembro de 2015  | China                  | 12 - 0 | Butão                    | Helong Stadium, Changsha                           | Ásia                               |
| 24 | 25 de agosto de 2007    | Ilhas Salomão          | 12 - 1 | Samoa Americana          | Toleafoa J.S. Blatter Complex, Apia                | Oceania                            |
| 25 | 6 de dezembro de 1992   | México                 | 11 - 0 | São Vicente e Granadinas | Estádio Azul, Cidade do México                     | América do Norte, Central e Caribe |
| 25 | 7 de maio de 2001       | Síria                  | 11 - 0 | Laos                     | Al-Hamadaniah Stadium, Aleppo                      | Ásia                               |
| 25 | 16 de abril de 2001     | Austrália              | 11 - 0 | Samoa                    | International Sports Stadium, Coffs Harbour        | Oceania                            |
| 25 | 19 de novembro de 2003  | Turcomenistão          | 11 - 0 | Afeganistão              | Olímpico, Ashgabat                                 | Ásia                               |
| 25 | 15 de maio de 2004      | Fiji                   | 11 - 0 | Samoa Americana          | Toleafoa J.S. Blatter Complex, Apia                | Oceania                            |
| 25 | 29 de março de 2021     | Ilhas Caimã            | 0 - 11 | Canadá                   | IMG Academy Field, Bradenton                       | América do Norte, Central e Caribe |
| 31 | 25 de março de 1938     | Hungria                | 11 - 1 | Grécia                   | Hungária, Budapeste                                | Europa                             |
| 31 | 10 de novembro de 1972  | Trinidad e Tobago      | 11 - 1 | Antígua e Barbuda        | Queen's Park Oval, Port of Spain                   | América do Norte, Central e Caribe |
| 33 | 15 de agosto de 1957    | Finlândia              | 0 - 10 | União Soviética          | Olympiastadion, Helsinque                          | Europa                             |
| 33 | 14 de agosto de 1981    | Austrália              | 10 - 0 | Fiji                     | Olympic Park, Melbourne                            | Ásia e Oceania                     |
| 33 | 9 de setembro de 1992   | Noruega                | 10 - 0 | San Marino               | Ullevaal, Oslo                                     | Europa                             |
| 33 | 25 de março de 1997     | Macau                  | 0 - 10 | Japão                    | Sultan Qaboos Complex, Mascate                     | Ásia                               |
| 33 | 22 de junho de 1997     | Japão                  | 10 - 0 | Macau                    | Olímpico, Tóquio                                   | Ásia                               |
| 33 | 19 de junho de 2004     | Dominica               | 0 - 10 | México                   | Alamodrome, San Antonio                            | América do Norte, Central e Caribe |
| 33 | 17 de maio de 2004      | Samoa Americana        | 0 - 10 | Papua-Nova Guiné         | Toleafoa J.S. Blatter Complex, Apia                | Oceania                            |
| 33 | 4 de junho de 2004      | Nova Zelândia          | 10 - 0 | Taiti                    | Marden Sports Complex, Adelaide                    | Oceania                            |
| 33 | 1 de abril de 2009      | Polónia                | 10 - 0 | San Marino               | Arena Kielc, Kielce                                | Europa                             |
| 33 | 26 de março de 2008     | Granada                | 10 - 0 | Ilhas Virgens Americanas | Grenada National Stadium, St. George's             | América do Norte, Central e Caribe |
| 33 | 29 de fevereiro de 2012 | Bahrein                | 10 - 0 | Indonésia                | Bahrain National Stadium, Riffa                    | Ásia                               |
| 33 | 11 de outubro de 2011   | Antígua e Barbuda      | 10 - 0 | Ilhas Virgens Americanas | Sir Vivian Richards Stadium, North Sound           | América do Norte, Central e Caribe |
| 33 | 3 de setembro de 2015   | Emirados Árabes Unidos | 10 - 0 | Malásia                  | Mohammed Bin Zayed Stadium, Abu Dhabi              | Ásia                               |
| 33 | 17 de novembro de 2015  | Timor-Leste            | 0 - 10 | Arábia Saudita           | Estádio Municipal de Dili, Dili                    | Ásia                               |
| 33 | 29 de maio de 2021      | Japão                  | 10 - 0 | Myanmar                  | Fukuda Denshi Arena, Chiba                         | Ásia                               |
| 33 | 11 de junho de 2021     | Camboja                | 0 - 10 | Irã                      | Bahrain National Stadium, Manama                   | Ásia                               |
| 33 | 15 de novembro de 2021  | San Marino             | 0 - 10 | Inglaterra               | San Marino Stadium, San Marino                     | Europa                             |

#### Por região
| Confederação             | Data                    | Mandante           | Placar | Visitante           | Estádio                                     |
| ------------------------ | ----------------------- | ------------------ | ------ | ------------------- | ------------------------------------------- |
| AFC                      | 24 de novembro de 2000  | Irã                | 19 - 0 | Guam                | Takhti Stadium, Tabriz                      |
| CAF                      | 23 de abril de 2000     | RD Congo           | 9 - 1  | Djibouti            | Stade des Martyrs, Kinshasa                 |
| CAF                      | 16 de novembro de 2003  | Líbia              | 8 - 0  | São Tomé e Príncipe | March 28 Stadium, Benghazi                  |
| CONCACAF                 | 29 de fevereiro de 2004 | Bermudas           | 13 - 0 | Monserrate          | Bermuda National Stadium, Hamilton          |
| CONMEBOL                 | 14 de julho de 1977     | Brasil             | 8 - 0  | Bolívia             | Pascual Guerrero, Cáli                      |
| OFC                      | 11 de abril de 2001     | Austrália          | 31 - 0 | Samoa Americana     | International Sports Stadium, Coffs Harbour |
| UEFA                     | 21 de maio de 1969      | Alemanha Ocidental | 12 - 0 | Chipre              | Georg Melches Stadion, Essen                |
| Playoff Intercontinental | 29 de outubro de 1977   | Hungria            | 6 - 0  | Bolívia             | Népstadion, Budapeste                       |

## Formato atual
Atualmente, 32 vagas estão disponíveis na fase final. Uma delas é reservada ao país-sede, mas se duas ou mais nações sediam o torneio em conjunto, cada uma recebe uma vaga. As finais de 2006 foram as primeiras nas quais uma vaga automática não foi garantida ao defensor do título; o vencedor da Copa de 2002, Brasil classificou-se para 2006 no primeiro lugar de seu grupo.
A FIFA decide primeiramente o número de vagas disponíveis para cada uma das zonas continentais. Para a Copa do Mundo FIFA de 2010, os seguintes números serão usados;
- CAF (África) - 5 vagas.
- CONMEBOL (América do Sul) - 4,5 vagas (disputa da quinta vaga contra a quarta colocada da Concacaf).
- CONCACAF (América do Norte, América Central, Caribe e Guianas) - 3,5 vagas (disputa da quarta vaga contra a quinta colocada da Conmebol).
- AFC (Ásia) - 4,5 vagas (disputa da quinta vaga contra a Campeã da Oceania).
- OFC - (Oceania) - 0,5 vaga (disputa da vaga contra quinta colocada da Ásia; única confederação que não possui vagas diretas).
- UEFA (Europa) - 13 vagas

Estes números variam ligeiramente entre os torneios.
As Eliminatórias terminam em todas as zonas aproximadamente ao mesmo tempo, entre setembro e novembro do ano precedente às finais.
Os formatos das eliminatórias diferem entre as confederações e são discutidos abaixo.

### África
O processo eliminatório da CAF começará com uma fase preliminar para estabelecer um campo de 48 times, e então grupos serão sorteados em Durban em novembro de 2007.
A competição eliminatória para a Copa do Mundo de 2010 será combinada com o processo de classificação para a Copa das Nações Africanas de 2010. Uma vez que a África do Sul sediará a Copa, está automaticamente classificada, porém poderá (de maneira incomum para um país-sede) participar das eliminatórias para facilitar o processo da Copa das Nações Africanas.

### Ásia
Brunei, Laos e Filipinas não se inscreveram, e Butão teve a permissão de se inscrever após o encerramento oficial de inscrições.
As Eliminatórias foram substancialmente alteradas do método de 2006, com duas fases preliminares em mata-mata para reduzir os inscritos de 43 para 20, uma primeira fase de grupos com os dois primeiros colocados dos 5 grupos com 4 equipes avançando para uma fase final. Os vencedores e vices dos dois grupos finais com 5 se classificam às Finais da Copa do Mundo com os dois terceiros colocados disputando uma vaga para enfrentar uma equipe da Oceania por mais uma vaga.

### Europa
As eliminatórias europeias começarão em setembro de 2008. As 53 seleções nacionais serão divididas em oito grupos com seis times, e um grupo com cinco. Os nove vencedores se classificam diretamente e os oito melhores vices se dividirão em quatro grupos disputando as quatro vagas restantes em jogos de ida e volta.

### América Central, do Norte e Caribe
O processo eliminatório proposto pela CONCACAF é idêntico ao da Copa de 2006. Consiste de duas fases preliminares para reduzir um campo de 35 inscritos para 24 e então 12 times, seguido de 3 grupos semifinais com 4 (provavelmente ocorrendo na segunda metade de 2008), com os dois melhores em cada grupo avançando para um hexagonal (realizado durante 2009).
Os três primeiros vão diretamente para Copa de 2010 enquanto o quarto colocado enfrenta o quinto colocado da CONMEBOL.

### Oceania
As eliminatórias na Oceania são compostas de duas fases. A primeira fase se realizará nos Jogos do Pacífico, onde os três melhores times avançarão a um grupo final com a Nova Zelândia, ainda que informação mais recente da FIFA possa sugerir o contrário. A equipe vencedora então enfrentará o quinto melhor asiático por uma vaga nas finais. Isto é uma grande mudança em relação à informação inicial da FIFA sobre as eliminatórias da Oceania que sugeria inclusão na segunda fase de grupos asiática.

### América do Sul
O sistema mais simples é usado pela CONMEBOL. As dez seleções participantes se enfrentam dois turnos num grupo único.
O processo eliminatório leva cerca de 25 meses. Os quatro primeiros avançam diretamente às finais enquanto o quinto disputa uma repescagem com o quarto melhor da CONCACAF.

### Repescagens intercontinentais
As repescagens intercontinentais são disputadas em partidas de ida e volta. A equipe que marcar o maior número de gols em agregado se classifica. A regra do gol fora de casa se aplica. Se estas regras falham em determinar o vencedor, prorrogação e disputa por pênaltis são utilizadas.

### Regras dos grupos
Em todos os grupos, uma vitória rende três pontos, um empate rende um e uma derrota não rende pontos. Esses são os critérios de desempate estabelecidos pela FIFA:
1. Saldo de gols;
2. Maior número de gols marcados;
3. Confronto direto;
4. Saldo de gols no confronto direto;
5. Maior número de gols marcados no confronto direto.

Se ainda assim a igualdade persistir, então um jogo em campo neutro, com tempo extra e disputa por pênaltis se necessário, será jogado se a FIFA considerar que esse jogo pode ser encaixado no calendário futebolístico. Se não for possível, então a classificação será definida a partir de sorteio.
Note que esta ordem dos critérios de desempate difere da usada nas eliminatórias da Copa de 2006. Se essas regras fossem aplicadas em 2006, então a Nigéria se classificaria no lugar de Angola.

## Primeira Aparição em Eliminatórias
Nota: Para efeitos estatísticos só leva-se em consideração seleções que disputaram ao menos uma partida, sem considerar desistências
| Copa do Mundo | Europa | América do Sul                                  | América do Norte, Central e Caribe                                                                    | Ásia | África | Oceania                                       | Total |
| ------------- | --- | ----------------------------------------------- | --- | --- | --- | --------------------------------------------- | ----- |
| 1934          | Áustria · Bélgica · Bulgária · Checoslováquia [TCH] · Estónia [URS] · França · Alemanha · Grécia · Hungria · Irlanda · Itália · Lituânia [URS] · Luxemburgo · Países Baixos · Polónia · Portugal · Roménia · Espanha · Suécia · Suíça · Iugoslávia [YUG] |                                                 | Cuba · Estados Unidos · Haiti · México                                                                | Mandato Britânico da Palestina[ISR]                                                                                                   | Egito |                                               | 27    |
| 1938          | Finlândia · Letónia [URS] · Noruega |                                                 | | | |                                               | 3     |
| 1950          | Inglaterra · Escócia · Israel[ISR] · Irlanda do Norte Turquia · País de Gales |                                                 | | Síria | |                                               | 6     |
| 1954          | Saar | Brasil · Chile · Paraguai                       | | Japão · Coreia do Sul | |                                               | 6     |
| 1958          | Dinamarca · Alemanha Oriental · Islândia · União Soviética[URS] | Argentina · Bolívia · Colômbia · Peru · Uruguai | Canadá · Costa Rica · Guatemala · Curaçao e Dependências[ANT]                                         | China · Indonésia | Sudão |                                               | 16    |
| 1962          | Chipre | Equador                                         | Antilhas Holandesas [ANT] · Suriname · Honduras                                                       | | Etiópia · Gana · Marrocos · Nigéria · Tunísia                                                                                    |                                               | 10    |
| 1966          | Albânia | Venezuela                                       | Jamaica · Trindade e Tobago                                                                           | Coreia do Norte | | Austrália                                     | 6     |
| 1970          | |                                                 | Bermudas · El Salvador                                                                                | | Argélia · Camarões · Líbia · Senegal · Zâmbia · Rodésia [ZIM]                                                                    | Nova Zelândia                                 | 7     |
| 1974          | Malta |                                                 | Antígua e Barbuda · Porto Rico                                                                        | Hong Kong · Irã · Iraque · Kuwait · Malásia · Vietnã do Sul · Tailândia                                                               | Congo · Daomé [BEN] · Guiné · Costa do Marfim · Quénia · Lesoto · Maurícia · Serra Leoa · Tanzânia · Togo · Zaire [ZAI]          |                                               | 21    |
| 1978          | |                                                 | Barbados · República Dominicana · Guiana · Panamá                                                     | Barém · Catar · Taiwan · Arábia Saudita · Singapura                                                                                   | Malawi · Mauritânia · Níger · Uganda · Alto Volta [BFA]                                                                          |                                               | 14    |
| 1982          | |                                                 | Granada                                                                                               | Macau | Gâmbia · Libéria · Madagascar · Moçambique · Somália · Zimbabwe [ZIM]                                                            | Fiji                                          | 9     |
| 1986          | |                                                 | | Bangladesh · Brunei · Jordânia · Índia · Nepal · Iêmen do Norte [YEM] · Iêmen do Sul [YEM] · Emirados Árabes Unidos                   | Angola · Benim [BEN] |                                               | 10    |
| 1990          | |                                                 | | Omã · Paquistão | Burquina Fasso [BFA] · Gabão |                                               | 4     |
| 1994          | Ilhas Faroe · Rússia [URS] · San Marino |                                                 | Nicarágua · Santa Lúcia · São Vicente e Granadinas                                                    | Iémen [YEM] · Líbano · Sri Lanka · Vietname                                                                                           | Botswana · Burundi · Namíbia · África do Sul · Eswatini                                                                          | Ilhas Salomão · Polinésia Francesa · Vanuatu  | 18    |
| 1998          | Arménia [URS] · Azerbaijão [URS] · Bielorrússia [URS] · Bósnia e Herzegovina [YUG] · Croácia [YUG] · Geórgia [URS] · Liechtenstein · Macedónia do Norte [YUG] · Moldávia [URS] · Tchéquia[TCH] · Eslováquia[TCH] · Eslovénia [YUG] · Ucrânia [URS]       |                                                 | Aruba · Belize · Ilhas Cayman · Domínica · São Cristóvão e Nevis                                      | Camboja · Cazaquistão [URS] · Quirguistão [URS] · Maldivas · Filipinas · Tajiquistão [URS] · Turquemenistão [URS] · Uzbequistão [URS] | Guiné-Bissau · República Democrática do Congo [ZAI] · Ruanda                                                                     | Ilhas Cook · Papua-Nova Guiné · Tonga · Samoa | 33    |
| 2002          | Andorra |                                                 | Anguila · Bahamas · Ilhas Virgens Britânicas · Montserrat · Ilhas Turks e Caicos · U.S. Ilhas Virgens | Guam · Laos · Mongólia · Palestina | Cabo Verde · República Centro-Africana · Chade · Djibouti · Guiné Equatorial · Eritreia · Mali · São Tomé e Príncipe · Seicheles | Samoa Americana                               | 21    |
| 2006          | Sérvia e Montenegro [YUG] |                                                 | | Afeganistão | | Nova Caledónia                                | 3     |
| 2010          | Sérvia [YUG] · Montenegro [YUG] |                                                 | | Myanmar · Timor-Leste | Comores | Tuvalu[NÃO FIFA]                              | 6     |
| 2014          | |                                                 | Curaçau[ANT]                                                                                          | | |                                               | 1     |
| 2018          | Gibraltar · Kosovo [YUG] |                                                 | | Butão | Sudão do Sul |                                               | 4     |
| Total         | Total | Total                                           | Total                                                                                                 | Total | Total | Total                                         | 216   |